# 좌망
좌망(坐亡)은 도교의 수행법 중의 하나로 수일(守一)이라고도 한다. 종교적 천재 또는 엘리트들만이 가능한 일로서 우주의 근본 원리인 도(道)와의 합일을 뜻한다. 도교의 수행법 중의 하나인 내사(內思)에서 한걸음 더 나아간 엑스터시를 수반한 명상(冥想)의 경지로서, 도교에 있어서 종교적 신비주의의 수행법이다. 도와의 신비주의적 합일의 경지는 생사(生死)를 초월한 경지로, 육체의 불로불사를 중심 문제로 삼는 것과는 차원을 달리한다. 이 경지는 도가 계통의 전적(典籍), 특히 《장자(莊子)》에 실린 우화에서도 엿볼 수 있다.

## 같이 보기
- 십우도

## 참고 문헌
- 이 문서에는 다음커뮤니케이션(현 카카오)에서 GFDL 또는 CC-SA 라이선스로 배포한 글로벌 세계대백과사전의 "종교·철학 > 세계의 종교 > 도교 > 도교 > 수행법·의례 > 좌망" 항목을 기초로 작성된 글이 포함되어 있습니다.